# Courage C60

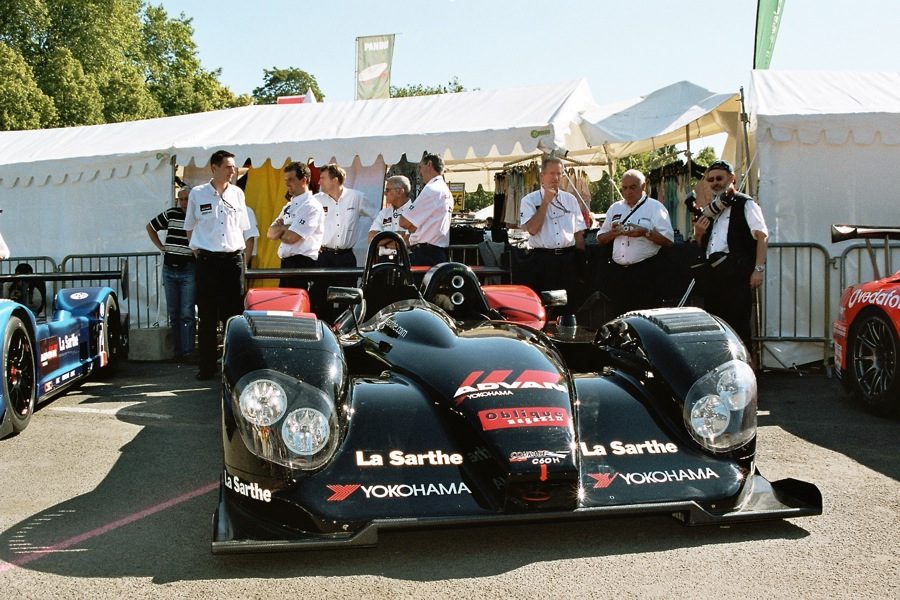
Courage C60

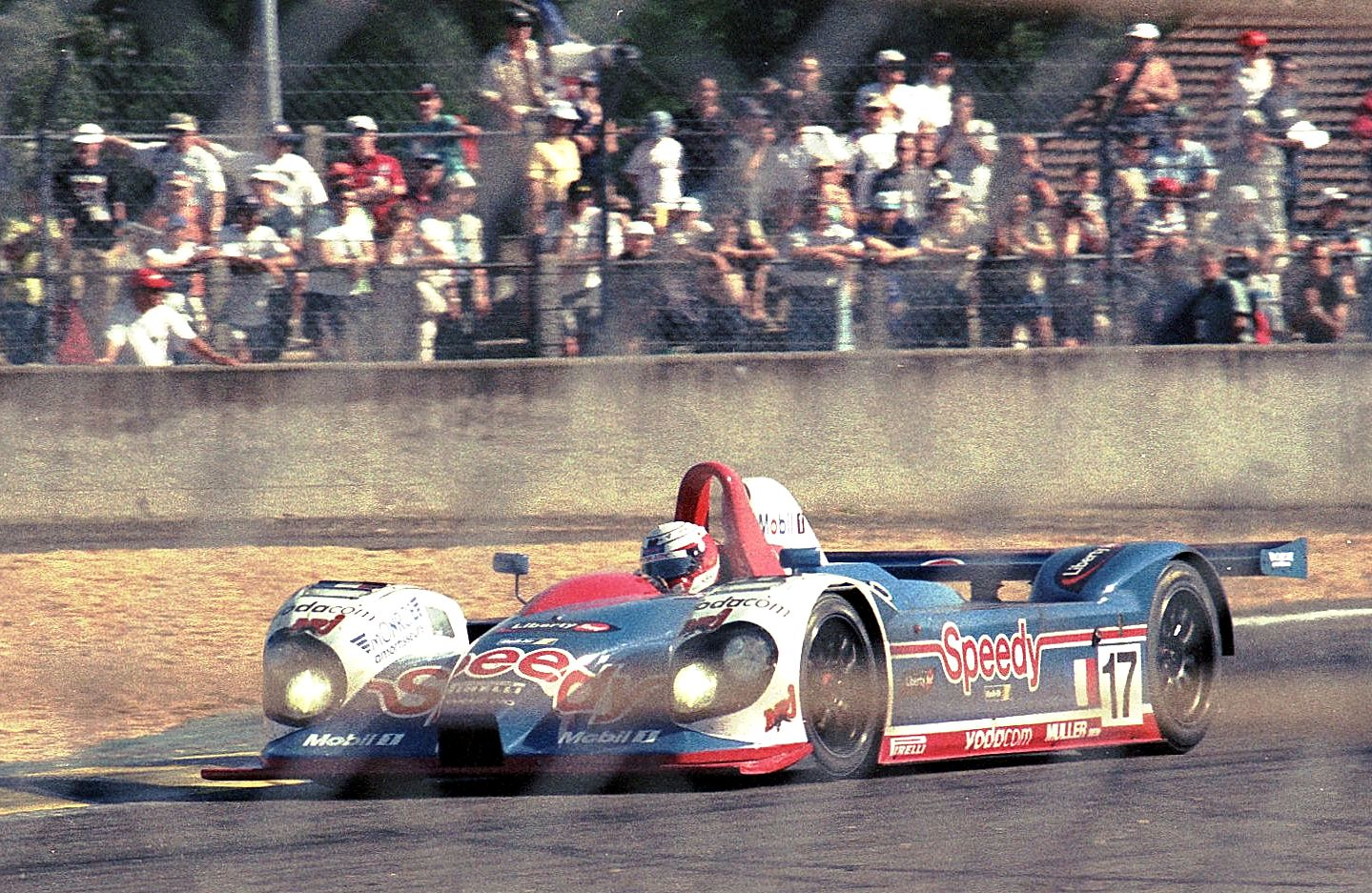
Der von Philippe Gache, Gary Formato und Didier Cottaz gefahrene Courage C60 beim 24-Stunden-Rennen von Le Mans 2000

Der Courage C60 war ein Le-Mans-Prototyp, der von Courage Compétition gebaut wurde und den Rennteams von 2000 bis 2005 bei Sportwagenrennen einsetzten. Während der C60 für die leistungsstärkere Kategorie LMP900 vorgesehen war, wurde 2003 eine Abwandlung für die kleinere LMP675-Klasse unter dem Namen C65 vertrieben.

## Technik
Ende 1999 entwickelte Courage den C60 als Nachfolgemodell des C52. Allerdings wurden beide Fahrzeugtypen einige Jahre parallel eingesetzt. Der C60 war ein offener Mittelmotor-Spyder mit einem Chassis aus Karbonfasern. Gebaut wurden die Wagen für die große Le-Mans-Prototypenklasse, die LMP900. Heute entspricht diese Klassifizierung der LMP1-Klasse. Das Konzept des C60 sah von Beginn an vor, einen großen Teil der Chassis an Privatteams zu verkaufen. So kamen über die Jahre unterschiedliche Motorenkonzepte zum Einsatz.
Firmeneigner Yves Courage vertraute bei der Entwicklung des Fahrzeugs darauf, dass die Designer Paolo Catone, Jean-Claude Rose und Alain Touchais ein komplett neues Fahrzeug zu entwerfen, das anders als die verschiedenen Vorgängermodelle nicht auf dem Courage C41 basiert. Ziel von Courage war es, in Zusammenarbeit mit dem Autokonzern Nissan das 24-Stunden-Rennen von Le Mans zu gewinnen. Um der Streckencharakteristik von Le Mans gerecht zu werden, setzte Chefdesigner Catone auf einen tiefsitzenden, flachen Heckflügel, kleinen Lufteinlass an der Fahrzeugfront und eine flache Linienführung. Das Fahrzeug war für unterschiedliche Technikkomponenten vorgesehen, die Werksfahrzeuge wurden im Jahr 2000 jedoch mit einer sequentiellen Gangschaltung von Emco, einem Motor von Judd und mit Reifen von Pirelli ausgerüstet.

## Geschichte

### Anfänge
In der Winterpause 1999 entwickelte das Team den Wagen. Zunächst sollten die Werksfahrzeuge weiterhin mit Rennmotoren von Nissan bestückt werden. Bei den Vortests zum 24-Stunden-Rennen von Le Mans im April 2000 was das Team mit einem 3,5-Liter-V8-Turbomotor aus dem C52 gemeldet, aber die Übernahme des japanischen Automobilherstellers durch Renault beendete die Zusammenarbeit von Nissan im Langstreckensport kurzfristig. Courage musste sich für Le Mans im Juni 2000 nach einem neuen Motorenlieferanten umsehen. Philippe Gache, der Ende 1999 seinen Vertrag mit dem Konkurrenzhersteller Riley & Scott beendete, sprang ein und meldete das bereits fertig aufgebaute Fahrgestell beim Vortest in Le Mans. Der C60 wurde auf einen 4-Liter-V10-Motor von Judd umgerüstet. Für den aus einem Formel-1-Motor entwickelten Judd GV4 musste der Motorraum umgestaltet werden, erschien aber rechtzeitig zum Vortest am 30. April 1999, bei dem neben Gache auch Gary Formato fuhr. Als Vorbereitung auf das im Juni stattfindende Langstreckenrennen von Le Mans absolvierte das Werksteam von Courage zudem die 500 km von Silverstone. Trotz einiger technischer Schwierigkeiten beendete der C60 das Rennen auf dem neunten Gesamtrang. Beim eigentlichen Rennen in Le Mans fiel das Fahrertrio Gache, Formato und Didier Cottaz am Sonntagmorgen mit technischem Defekt aus. Der anschließende Meisterschaftslauf der American Le Mans Series beim 1000-km-Rennen auf dem Nürburgring wurde durch einen Unfall vorzeitig beendet.
Trotz der Schwierigkeiten veräußerte Yves Courage in der Winterpause zwei C60 an Henri Pescarolo, der die C60 ab 2001 in seinem eigenen Rennteam Pescarolo Sport einsetzte. Pescarolo baute auf den 6-Zylinder-Turbomotor von Peugeot. Das Werksteam wechselte auch den Reifenlieferanten und entwickelte das Fahrzeug weiter; vor allem die Aerodynamik wurde überarbeitet. Im Laufe des Jahres setzte Pescarolo Sport den C60 bei verschiedenen Langstreckenrennen der European Le Mans Series und der FIA-Sportwagen-Meisterschaft ein und siegte nach einigen Ausfällen und Mittelfeldplatzierungen am Jahresende mit Jean-Christophe Boullion, Laurent Redon und Boris Derichebourg beim 1000-km-Rennen von Estoril sowie bei den zweieinhalb Stunden von Magny-Cours. Dort war jedoch das Team Boullion/Redon am Start. Das Werksteam hingegen konzentrierte sich ausschließlich auf das 24-Stunden-Rennen von Le Mans 2001, konnte den Lauf nach einem Unfall nicht beenden und so blieb der 13. Gesamtrang des Pescarolo-Sport-Fahrzeugs von Boullion, Redon und Sébastien Bourdais das bislang beste Ergebnis des C60 in Le Mans. Am Ende des Jahres lief der Werbevertrag von Fahrer Philippe Gache aus und der C60 wurde an das spanische Team Saturn verkauft. Dieser Wagen hatte einen 7-Liter-Chevrolet-Motor, der aus einer Corvette stammte, jedoch wurde das Fahrzeug nie in einem Rennen eingesetzt.

### Der C60 JX
2002 wurde der Wagen erneut überarbeitet. Designer Paolo Catone und Jean-Claude Rose veränderten das Fahrzeug, um einen 5-Liter-Motor von Nissan und eine sequentielle Gangschaltung von Xtrac aufnehmen zu können. Der weiterentwickelte Wagen wurde nun intern C60 JX genannt. Allerdings entschied sich Eigner Yves Courage dann doch für den bewährten Rennmotor von Judd. Dazu meldete er den Wagen mit Didier Cottaz und Boris Derichebourg in der FIA-Sportwagen-Meisterschaft an. Das Werksteam kam jedoch nicht über einen zweiten Platz hinaus und beendete die Saison nach einem Ausfall in Magny-Cours vorzeitig. Das Team von Henri Pescarolo hingegen – weiterhin mit einem Motor von Peugeot – gewann mit Sébastien Bourdais und Jean-Christophe Boullion zwei Rennen der Sportwagenmeisterschaft und beendete auch den Lauf in Le Mans 2002 als Zehnter der Gesamtwertung.
2003 konzentrierte sich das Werksteam auf die Entwicklung des C65 für die leistungsschwächere, aber leichtere Prototypenklasse LMP675. So absolvierte weiterhin das Kundenteam Pescarolo Sport den Großteil der Renneinsätze mit dem C60. Franck Lagorce und Soheil Ayari siegten beim 2 ½-Stunden-Rennen von Nogaro und erreichten mit dem zweiten Rang beim 1000-km-Rennen von Spa-Francorchamps 2003 einen der größten Erfolge für einen C60. Lediglich in Le Mans 2003 waren sowohl die beiden Fahrzeuge von Pescarolo Sport als auch das Werksteam am Start. Die drei Fahrzeuge beendeten das 24-Stunden-Rennen auf den Gesamträngen 7, 8 und 9. Das beste Le-Mans-Ergebnis erzielten Jean-Marc Gounon, Stéphan Grégoire und Jonathan Cochet im Werks-C60.

### Nachfolger und Weiterentwicklungen
Mit den für 2007 geplanten Regeländerungen der Le-Mans-Prototypen, begann Courage nach dem Einsatz des LMP675-Abkömmling C65 mit der Entwicklung eines komplett neuen Courage LC70, der 2006 fertiggestellt wurde. Henri Pescarolo hingegen entwickelte den C60 selbst weiter und nannte den Wagen in der Folgezeit Pescarolo C60 später mit weiterführenden Änderungen Pescarolo 01.